# Francis Momoh
Francis Momoh (Kaduna, 2001. március 25. –) nigériai labdarúgó, az ukrán LNZ Cserkaszi csatára.

## Pályafutása
Momoh a nigériai Kaduna városában született. Az ifjúsági pályafutását a Heartland csapatában kezdte, majd a svájci Grasshoppers akadémiájánál folytatta.
2019-ben mutatkozott be a Grasshoppers másodosztályban szereplő felnőtt csapatában. Először a 2019. október 5-ei, Wil ellen 3–0-ra megnyert mérkőzés 79. percében, Giotto Morandi cseréjeként lépett pályára. A 2020–21-es szezonban feljutottak az első osztályba. 2022. február 12-én, a Lausanne-Sport ellen 2–0-ra megnyert találkozón két gólt is szerzett.
2024. augusztus 17-én három évre az ukrán LNZ Cserkaszihoz szerződött.

## Statisztikák
2022. szeptember 11. szerint
| Klub         | Szezon   | Osztály                | Bajnokság | Bajnokság | Kupa és Ligakupa | Kupa és Ligakupa | Nemzetközi | Nemzetközi | Összesen | Összesen |
| Klub         | Szezon   | Osztály                | Meccs     | Gól       | Meccs            | Gól              | Meccs      | Gól        | Meccs    | Gól      |
| ------------ | -------- | ---------------------- | --------- | --------- | ---------------- | ---------------- | ---------- | ---------- | -------- | -------- |
| Grasshoppers | 2019–20  | Swiss Challenge League | 7         | 0         | 0                | 0                | —          | —          | 7        | 0        |
| Grasshoppers | 2021–22  | Swiss Super League     | 25        | 4         | 2                | 1                | —          | —          | 27       | 5        |
| Grasshoppers | 2022–23  | Swiss Super League     | 8         | 1         | 1                | 1                | —          | —          | 9        | 2        |
| Összesen     | Összesen | Összesen               | 40        | 5         | 3                | 2                | 0          | 0          | 43       | 7        |

## Sikerei, díjai
Grasshoppers
- Swiss Challenge League
  - Feljutó (1): 2020–21